# Snovka (vattendrag i Vitryssland, lat 53,23, long 26,54)
Snovka (ryska: Сновка) är ett vattendrag i Belarus.   Det ligger i voblasten Minsks voblast, i den centrala delen av landet, 100 km sydväst om huvudstaden Minsk.
Trakten runt Snovka består till största delen av jordbruksmark. Runt Snovka är det ganska glesbefolkat, med 50 invånare per kvadratkilometer.